# Voivodatos de Polonia
Un voivodato (en polaco: województwo; en plural: województwa) es la subdivisión administrativa de más alto nivel de Polonia. El término se ha utilizado desde el siglo XIV y se traduce comúnmente como provincia o estado.
Las reformas del gobierno local polaco adoptadas en 1998, que entraron en vigor el 1 de enero de 1999, crearon 16 nuevos voivodatos. Estos reemplazaron a los 49 antiguos voivodatos que habían existido desde el 1 de julio de 1975 y guardan un mayor parecido (en el territorio pero no en el nombre) con los voivodatos que existieron entre 1950 y 1975.
Los voivodatos actuales llevan principalmente el nombre de regiones históricas y geográficas, mientras que los anteriores a 1998 generalmente tomaban sus nombres de las ciudades en las que estaban centrados. Las nuevas unidades varían en área desde menos de 10 000 km² (voivodato de Opole) a más de 35 000 km² (voivodato de Mazovia), y en población desde casi un millón (voivodato de Opole) a más de cinco millones (voivodato de Mazovia).
La autoridad administrativa a nivel de voivodato se comparte entre un gobernador designado por el gobierno llamado voivoda (wojewoda), una asamblea electa llamada sejmik y una junta ejecutiva (zarząd województwa) elegida por esa asamblea, encabezada por un mariscal del voivoda (marszałek województwa). Los voivodatos se dividen además en powiats (condados) y gminas (comunas o municipios).

## División administrativa
Desde principios del siglo XIV Polonia ha estado dividida en varios voivodatos.

### Número de voivodatos
República de las Dos Naciones
- 1582-1634: 34 (+1 principado, 1 diócesis, 1 tierra)
- 1634-1660: 35 (+1 principado, 1 diócesis, 1 tierra)
- 1660-1717: 33 (+1 principado, 1 diócesis, 1 tierra)
- 1717-1768: 33 (+1 principado, 1 diócesis)

Ducado de Varsovia
- 1807-1815: 33 departamentos

Reino de Polonia
- 1815-1837: 8 voivodatos
- 1837-1915: 8 gobernaciones

Segunda República de Polonia
- 1918-1939: 16 (incluido el voivodato de Silesia con autonomía, +1 ciudad separada, Varsovia)
- 1944-1945: 10 (incluido el voivodato de Silesia con autonomía, +2 ciudades separadas)

República Popular de Polonia
- 1945-1946: 11 (+2 ciudades separadas)
- 1946-1950: 14 (+2 ciudades separadas)
- 1950-1954: 17 (+2 ciudades separadas)
- 1954-1975: 17 (+5 ciudades separadas)
- 1975-1998: 49 voivodatos

República de Polonia
- Desde el 1 de enero de 1999: 16 voivodatos

Voivodatos de Polonia en 1619.
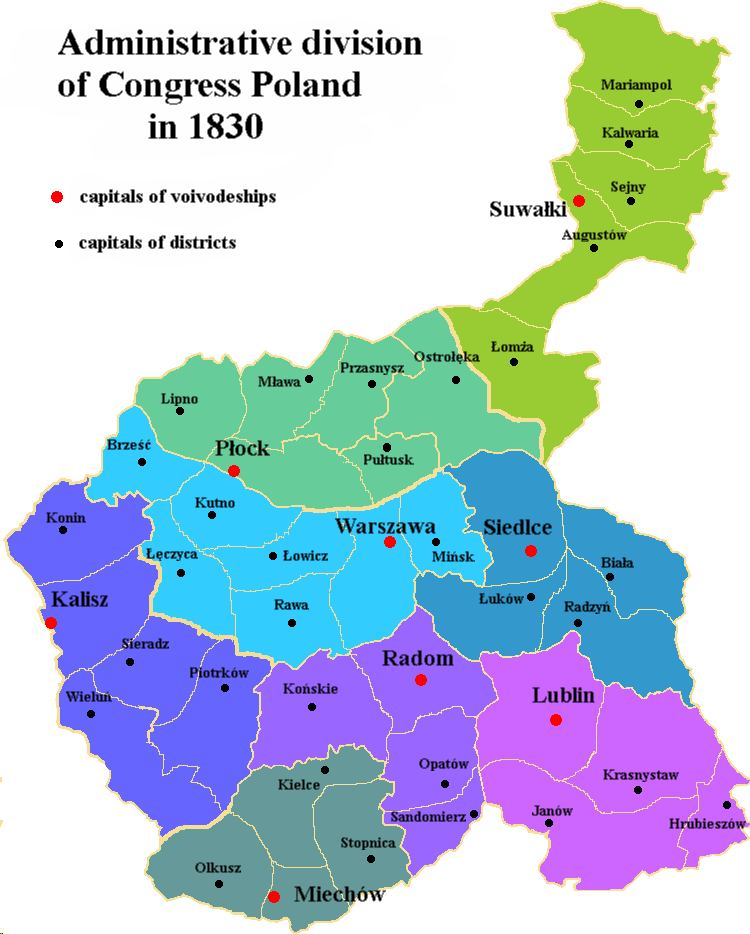
Voivodatos de Polonia en 1830.
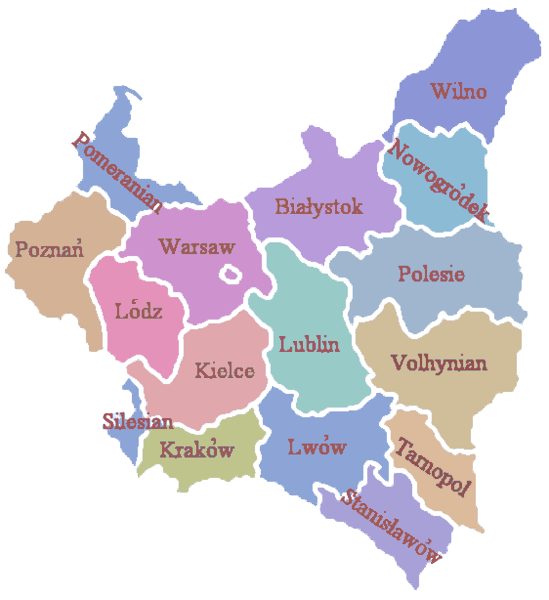
Voivodatos de Polonia en 1922.
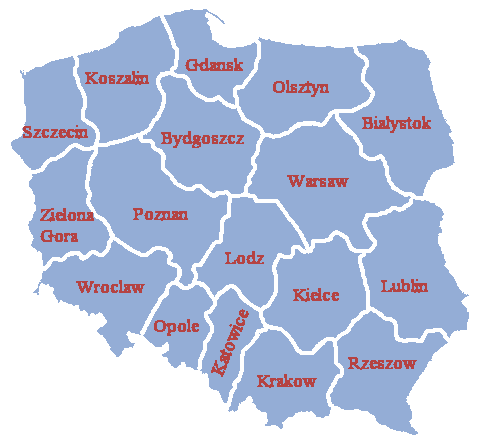
Voivodatos de Polonia en 1957.
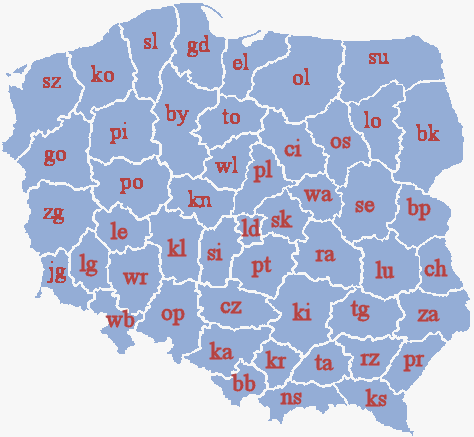
Voivodatos de Polonia en 1975.

### Voivodatos en la actualidad
Tanto sus nombres como sus áreas corresponden con las regiones históricas de Polonia.
| Abreviatura | Voivodato            | Nombre (polaco)     | Escudo | Superficie (en km²) | Población | Capital                          | Mapa |
| ----------- | -------------------- | ------------------- | ------ | ------------------- | --------- | -------------------------------- | ---- |
| ZP          | Pomerania Occidental | Zachodniopomorskie  |        | 22 892,48           | 1 701 030 | Szczecin                         |      |
| PM          | Pomerania            | Pomorskie           |        | 18 310,34           | 2 333 523 | Gdansk                           |      |
| LB          | Lubusz               | Lubuskie            |        | 13 987,93           | 1 014 548 | Gorzów Wielkopolski Zielona Góra |      |
| DS          | Baja Silesia         | Dolnośląskie        |        | 19 946,70           | 2 901 225 | Breslavia                        |      |
| OP          | Opole                | Opolskie            |        | 9 411,87            | 986 506   | Opole                            |      |
| SL          | Silesia              | Śląskie             |        | 12 333,09           | 4 533 565 | Katowice                         |      |
| WP          | Gran Polonia         | Wielkopolskie       |        | 29 826,50           | 3 493 969 | Poznań                           |      |
| KP          | Cuyavia y Pomerania  | Kujawsko-Pomorskie  |        | 17 971,34           | 2 077 775 | Bydgoszcz Toruń                  |      |
| LD          | Lodz                 | Łódzkie             |        | 18 218,95           | 2 466 322 | Łódź                             |      |
| WN          | Varmia y Masuria     | Warmińsko-Mazurskie |        | 24 173,47           | 1 428 983 | Olsztyn                          |      |
| MZ          | Mazovia              | Mazowieckie         |        | 35 558,47           | 5 403 412 | Varsovia                         |      |
| PD          | Podlaquia            | Podlaskie           |        | 20 187,02           | 1 181 533 | Białystok                        |      |
| SK          | Santa Cruz           | Świętokrzyskie      |        | 11 710,50           | 1 241 546 | Kielce                           |      |
| LU          | Lublin               | Lubelskie           |        | 25 122,46           | 2 117 629 | Lublin                           |      |
| MA          | Pequeña Polonia      | Małopolskie         |        | 15 182,79           | 3 400 577 | Cracovia                         |      |
| PK          | Subcarpacia          | Podkarpackie        |        | 17 845,76           | 2 129 015 | Rzeszów                          |      |